# Garry Rodrigues
Pour les articles homonymes, voir Rodrigues (homonymie).
Garry Mendes Rodrigues est un footballeur cap-verdien né le 27 novembre 1990 à Rotterdam. Il joue en tant qu'ailier au sein du club de l'Apollon Limassol.

## Carrière

### Début de carrière
Quand il était un jeune joueur, Rodrigues a joué pour Feyenoord et le club portugais Sport Clube.
Rodrigues a rejoint le club d'Eredivisie ADO Den Haag le 16 mai 2012, avec la signature d'un contrat de 1 an. En juillet, il a été prêté en Eerste Divisie au club de Dordrecht. Rodrigues a fait ses débuts en championnat lors d'un match nul 1-1 à l'extérieur contre Emmen le 10 août, en jouant les 90 minutes.
Le 27 août, il a marqué son premier but pendant une victoire à l'extérieur 4-2 contre Bois-le-Duc. Pendant qu'il était à Dordrecht, il a fait 20 apparitions en championnat, marquant 5 fois.

### Levski Sofia
Le 11 février 2013, Rodrigues signe un contrat de deux ans et demi avec le club bulgare Levski Sofia. Il a fait ses débuts au Chernomorets Burgas lors d'une victoire 2-0 le 3 mars. Le 13 mars, il marque son premier but pour Levski à la 22e minute d'un quart de finale aller de la Coupe de Bulgarie contre Litex Lovetch. Le 20 avril, après une victoire de 2-1 à l'extérieur contre Litex, Rodrigues inscrit son premier but en championnat et son passeur est Hristo Yovov. Le 15 mai 2013, il marque le but de l'égalisation contre le Beroe Stara Zagora lors de la finale de la Coupe en 2013 avant d'envoyer le match en prolongation, mais Levski Sofia a finalement perdu cette finale malgré beaucoup d'intensité. Le 21 juillet 2013, Rodrigues marque un superbe but contre Botev Plovdiv, mais a ensuite été expulsé après une altercation avec Veselin Minev.
Durant la première moitié de la saison 2013-14, Rodrigues a marqué 14 buts au total aidant le Levski Sofia à se classer à la 3e place en championnat. Il a également marqué un penalty lors de la victoire 7-6 aux tirs au but contre le CSKA Sofia pour la Coupe de Bulgarie au troisième tour et a aidé l'équipe à atteindre les quarts de finale.
En janvier 2014, West Ham United a envoyé une offre pour Levski, mais Rodrigues refuse.

### Elche CF
Le 27 janvier 2014, Rodrigues s'engage avec Elche CF pour un prêt de six mois, avec une option d'achat obligatoire.
Il fait ses débuts en Liga, le 1er mars, après être entré en seconde période lors de la victoire 1-0 à domicile contre Celta de Vigo, et a marqué son premier but, le 3 mai, après un succès à l'extérieur contre Málaga CF.
La saison suivante, il marque 2 buts en Liga BBVA, contre le Rayo Vallecano, et, lors de la victoire 4-0 contre Deportivo La Corogne.
Lors du mercato estival, Rodrigues est annoncé sur le départ, à la suite de prestations peu convaincantes. Il n'a pas su s'imposer à Elche, et quitte le club après une saison et demie.

### PAOK Salonique
Le 4 août 2015, Rodrigues s'engage au PAOK Salonique pour trois ans.
Il fait ses débuts en championnat dès la 1re journée, ou il est titularisé. Il marque son premier but pour le club à l'occasion de la 4e journée de Super League, lors d'un match face à l'AEK Athènes (victoire 2-1). Il récidive lors d'un match à haute tension face au Panathinaikos Athènes, match finalement remporté 3-1. Le 8 novembre, il marque un doublé lors d'un match de championnat face au Panthrakikos. Malgré les deux buts de Rodrigues, le club obtient le match nul, sur le score de 3-3.

### Galatasaray
Le 10 janvier 2017, Garry Rodrigues signe à Galatasaray en échange de 4.5 millions d'euros.

### Al-Ittihad FC
Le 6 janvier 2019, il s'engage avec Ittihad FC pour neuf millions d'euros.

### Prêt au Fenerbahçe
En juillet 2019, Rodrigues est prêté au Fenerbahçe SK pour deux saisons.

### Retour en Grèce
Le 18 septembre 2021, il signe à l'Olympiakos et s'engage en faveur des champions de Grèce jusqu’en juin 2024. Il arrive libre depuis son départ du club saoudien.

### Carrière internationale
Rodrigues a reçu sa première convocation internationale en août 2013 pour jouer un match amical contre le Gabon. Il a remplacé Djaniny à la mi-temps. Le 30 décembre 2013, Rodrigues démarre en tant que titulaire lors de la défaite 1-4 contre la Catalogne pendant un match amical, en aidant le but de son équipe qui a été marqué par Djaniny.
Le 6 septembre 2014, il a marqué ses premiers buts internationaux pendant une victoire 1-3 à l'extérieur face au Nigéria pour une qualification en Coupe d'Afrique des Nations 2015. Rodrigues a été inclus dans l'équipe pour la finale en Guinée équatoriale, mais en raison de la concurrence avec Djaniny et Júlio Tavares, il ne joue qu'un match : le match nul contre la Zambie, qui a confirmé l'élimination du groupe B. Garry Rodrigues dispute ainsi sa première compétition internationale lors de la Coupe d'Afrique des nations 2015.
Il est de nouveau convoqué pour participer à la Coupe d'Afrique des nations 2021. Il joue les 3 matchs de poule de son équipe. Lors de la première rencontre face à l'Ethiopie, il s'illustre en délivrant une passe décisive pour Júlio Tavares. Mais c'est surtout face au Cameroun qu'il s'illustre en inscrivant le but égalisateur d'une superbe Madjer (1-1). En décembre 2023, il est retenu dans la liste des vingt-sept joueurs cap-verdiens sélectionnés par Bubista pour disputer la Coupe d'Afrique des nations 2023.

## Statistiques
| Saison                | Club                  | Championnat           | Championnat | Championnat | Coupe(s) nationale(s) | Coupe(s) nationale(s) | Supercoupe | Supercoupe | Compétition(s) continentale(s) | Compétition(s) continentale(s) | Compétition(s) continentale(s) | Total | Total |
| Saison                | Club                  | Division              | M.          | B.          | M.                    | B.                    | M.         | B.         | Comp.                          | M.                             | B.                             | M.    | B.    |
| 2012-2013             | FC Dordrecht (prêt)   | Eerste divisie        | 20          | 5           | 3                     | 0                     | -          | -          | -                              | -                              | -                              | 23    | 5     |
| Sous-total            | Sous-total            | Sous-total            | 20          | 5           | 3                     | 0                     | -          | -          | -                              | -                              | -                              | 23    | 5     |
| 2012-2013             | Levski Sofia          | A PFG                 | 14          | 3           | 5                     | 4                     | -          | -          | -                              | -                              | -                              | 19    | 7     |
| 2013-2014             | Levski Sofia          | A PFG                 | 22          | 11          | 4                     | 3                     | -          | -          | C3                             | 2                              | 0                              | 28    | 14    |
| Sous-total            | Sous-total            | Sous-total            | 36          | 14          | 9                     | 7                     | -          | -          | -                              | 2                              | 0                              | 47    | 21    |
| 2013-2014             | Elche CF              | Liga                  | 10          | 1           | -                     | -                     | -          | -          | -                              | -                              | -                              | 10    | 1     |
| 2014-2015             | Elche CF              | Liga                  | 31          | 2           | 1                     | 0                     | -          | -          | -                              | -                              | -                              | 32    | 2     |
| Sous-total            | Sous-total            | Sous-total            | 41          | 3           | 1                     | 0                     | -          | -          | -                              | -                              | -                              | 42    | 3     |
| 2015-2016             | PAOK Salonique        | Super League          | 26          | 6           | 2                     | 0                     | -          | -          | C3                             | 8                              | 1                              | 36    | 7     |
| 2016-2017             | PAOK Salonique        | Super League          | 12          | 3           | -                     | -                     | -          | -          | C1+C3                          | 2+8                            | 0+3                            | 22    | 6     |
| Sous-total            | Sous-total            | Sous-total            | 38          | 9           | 2                     | 0                     | -          | -          | -                              | 18                             | 4                              | 58    | 13    |
| 2016-2017             | Galatasaray SK        | Süper Lig             | 16          | 1           | 2                     | 1                     | -          | -          | -                              | -                              | -                              | 18    | 2     |
| 2017-2018             | Galatasaray SK        | Süper Lig             | 33          | 9           | 5                     | 1                     | -          | -          | C3                             | 2                              | 0                              | 40    | 10    |
| 2018-2019             | Galatasaray SK        | Süper Lig             | 12          | 3           | 1                     | 0                     | 1          | 0          | C1                             | 6                              | 1                              | 20    | 4     |
| Sous-total            | Sous-total            | Sous-total            | 61          | 13          | 8                     | 2                     | 1          | 0          | -                              | 8                              | 1                              | 78    | 16    |
| 2018-2019             | Ittihad FC            | Saudi Premier League  | 9           | 1           | 2                     | 0                     | -          | -          | -                              | -                              | -                              | 11    | 1     |
| Sous-total            | Sous-total            | Sous-total            | 9           | 1           | 2                     | 0                     | -          | -          | -                              | -                              | -                              | 11    | 1     |
| Total sur la carrière | Total sur la carrière | Total sur la carrière | 205         | 45          | 25                    | 9                     | 1          | 0          | -                              | 28                             | 5                              | 259   | 59    |

## Palmarès
| Galatasaray SK - Süper Lig - Champion : 2018 et 2019 Olympiakos - Championnat de Grèce - Champion : 2022 |